# صفدر خیرعلی
صفدر خیرعلی موسیقیدان، آوازخوان فولکلور و یکی از دمبوره‌نوازان کهنه کار سبک هزارگی بود.
صفدر خیرعلی اهل منطقهٔ سنگتخت-بندر ولایت دایکندی افغانستان بود. صفدر خیرعلی در قبرستان ” ادِیره دان قرامد” سر قبر پدرش می‌رفت و یک کُوک دمبوره می‌زد و بعد به روح پدرش نثار می‌کرد.”  صفدر خیرعلی قبل از مهاجرت به ایران در قریه “دان راه نو کلیگو” سنگتخت-بندر زندگی می‌کرد. علاوه بر دمبوره و آوازخوانی ‘چنگ’ می زده. قبل از سالهای ۱۳۵۷ خورشیدی آتن ملی(رقص ویژه‌ای در افغانستان) را با آهنگ دمبوره در مراسم و مجالس رسمی رهبری می‌کرده‌است.  از مهارتهای صفدر خیرعلی می‌توان به این اشاره کرد که بر زین اسب در حال رفتن می‌ایستاده و یا چهار زانو دمبوره می‌نواخته و رقص می‌کرده است. صفدر خیرعلی بعداز مهاجرت و ترک وطن به همراه خواهرزاده خود علی حسین افشار مدتها به فعالیت های هنری خود در ایران ادامه داد. وی از قدیمی‌ترین هنرمندان محلی خوانی است که بخشی از عمر خود را در زادگاهش و بخش دیگر عمرش را در یکی از شهرستان‌های تهران شهرستان شهریار بخش ملارد سپری کرد و سرانجام در سال ۱۳۹۱ خورشیدی در ایران از دنیا رفت.
از این هنرمند سبک‌ها و نغمه‌های مخصوص خود ایشان به یادگار مانده‌است و امروزه هنرمندان دیگر آنها را بازخوانی می کنند.